# Stara Wieś (Krasne)
Stara Wieś – część wsi Krasne w Polsce położona w województwie lubelskim, w powiecie chełmskim, w gminie Wojsławice.
W latach 1975–1998 Stara Wieś administracyjnie należała do województwa chełmskiego.